# Ricardo Martinelli
Ricardo Alberto Martinelli Berrocal (Panama-Stad, 11 maart 1952) is een Panamees politicus, die tussen 2009 en 2014 de president van Panama was. Daarvoor was hij tevens zakenman.

## Jonge jaren
Martinelli is de zoon van Ricardo Martinelli Pardini en Gloria Berrocal Fabrega. Aan zijn vaders kant is hij van Italiaanse komaf.
Hij voltooide zijn middelbare school aan de Staunton Military Academy in Staunton, Virginia, Verenigde Staten. In 1973 behaalde hij zijn Bachelor of Business Administration aan de Universiteit van Arkansas. Later haalde hij tevens een Master of Business Administration aan de INCAE Business School.

## Politieke carrière
Van 1994 tot 1996, tijdens het presidentschap van Ernesto Pérez Balladares, werkte Martinelli als directeur van de sociale zekerheid. Van September 1999 tot januari 2003, tijdens het presidentschap van Mireya Moscoso, was Martinelli voorzitter van de raad van bestuur voor het Panamakanaal en minister voor kanaalzaken.
Martinelli is president van de politieke partij Cambio Democrático, die in mei 1998 werd opgericht. Hij stelde zich namens deze partij kandidaat voor het presidentschap tijdens de verkiezingen van 2004. Hij kreeg 5.3% van de stemmen en werd daarmee vierde.
In 2004 richtte Martineli "The Ricardo Martinelli Foundation" op, waarvoor hij zelf geld inzamelde. Deze organisatie geeft elk jaar ongeveer 8000 studiebeurzen aan arme studenten.
In 2009 deed Martinelli wederom namens de Cambio Democrático een tweede greep naar het presidentschap. Hij beloofde onder andere een einde te maken aan politieke corruptie en het aantal zware misdaden terug te dringen. Ditmaal won hij de verkiezingen, mede door steun van de Alliance for Change; een groep van verschillende politieke partijen waar ook zijn eigen Cambio Democrático deel van uitmaakt. Hij won met 60% van de stemmen. Op 1 juli 2009 werd hij geïnaugureerd.
In januari-februari 2010 raakte Martinelli betrokken bij een schandaal omtrent de positie van de nieuwe procureur-generaal. Hij wilde zelf een procureur-generaal kiezen, terwijl de wet voorschrijft dat de huidige procureur zijn opvolger moet aanwijzen.
Martinelli werd in juli 2014 opgevolgd door zijn vicepresident Juan Carlos Varela.

## Privéleven
Martinelli is getrouwd met Marta Linares. Ze hebben drie kinderen: Ricardo Martinelli Linares, Luis Enrique Martinelli Linares en Carolina Martinelli Linares.
Martinelli is voorzitter van de raad van bestuur van de supermarktketen Super 99. Verder is hij voorzitter van twee andere bedrijven en zit in de raad van bestuur van nog eens acht andere bedrijven.